# Zastava M70
A Zastava M70 egy 7,62 milliméteres gépkarabély, melyet a jugoszláv Zastava Arms fejlesztett ki. Az M70-est az AKM alapján fejlesztették ki, majd 1970-ben a Jugoszláv Néphadsereg rendszeresített gépkarabélya lett. Nemhivatalos jelölései a Yugo M70 vagy Yugo AK.

## Történet
Jugoszláviában az AK gépkarabélyok helyi fejlesztése 1959 környékén kezdődött. Az első modellt, amit a Zastava szállított a hadseregnek csapatpróbára az M64-es gépkarabélycsalád volt mart tokkal, menetes puskacsővel, jugoszláv előággyal, gázszabályzóval a gránátvetőhöz és még néhány sajátossággal. Habár a fegyverek teljesítménye kielégítő volt, a hadsereg nem rendszeresítette őket.
1970-ben a Zastava még egy lehetőséget kapott, majd megkezdődött az AP M70 és M70A (Automatska Puška M70, M70 típusú gépkarabély) típusú fegyverek sorozatgyártása.
Mielőtt a fegyvert nagyobb mennyiségben kezdték volna gyártani, költségcsökkentő intézkedéseket hajtottak végre a gyártás során, többek között eltávolították a beépített zárakasztót, az adagolótömböt pedig áthelyezték. Ezen kívül a puskacső rögzítésének módján is változtattak; eredetileg a tokba kellett csavarni, ezt olcsóbb megoldással helyettesítették. Ezekkel a változtatásokkal gyártott fegyverek jelölése az AP M70B (fix tusával készült) és M70AB (aláhajtható válltámasszal készült) lett.
A korábbi típusokhoz hasonlóan ismét költségcsökkentő intézkedésekre volt szükség a nagyobb méretű sorozatgyártás beindulása előtt. Ezúttal a mart tokot 0,9 mm vastag préselt elemekből készült tokra cserélték, a tűzgyorsaság-szabályzót pedig az elsütő-szerkezethez adták. A jugoszláv jelölésük az AP M70B1 (fix tusa) és M70AB1 (aláhajtható válltámasz) lett.
Ezeket a típusokat is áttervezték, majd az eredményül kapott fegyvereket az AP M70B2 (fix tusa) és M70AB2 (aláhajtható válltámasz) jelöléssel látták el. Ezen fegyverek 1,5 mm vastag préselt acéllemezből készült tokkal és megerősített csővel készültek, hogy ellenállóbbak legyenek a gyakori gránátlövésekre. Ez a két modell lett a legnagyobb számban gyártott M70 típus, melyet széles körben alkalmazott a jugoszláv néphadsereg, majd pedig a délszláv háborúk alatt a harcoló nemzetek.
Az összes M70 típus rendelkezik gázszabályzóval a gránátlövéshez, a meghosszabbított előággyal, melyen három hűtőnyílás található, felpattintható nyílt irányzékkal, melyen foszforral, majd később tríciummal töltött világító részek is vannak, ezzel elősegítve a gyenge fényviszonyoknál történő célzást, puskacsövük pedig krómozatlan. A tűzváltókart az „R” (rafalna) állásra állítva sorozatlövés, a „J” (jedinačna) állásra egyeslövés módra állítható a fegyver.

## Változatok
- M70 – mart tok, fix tusa

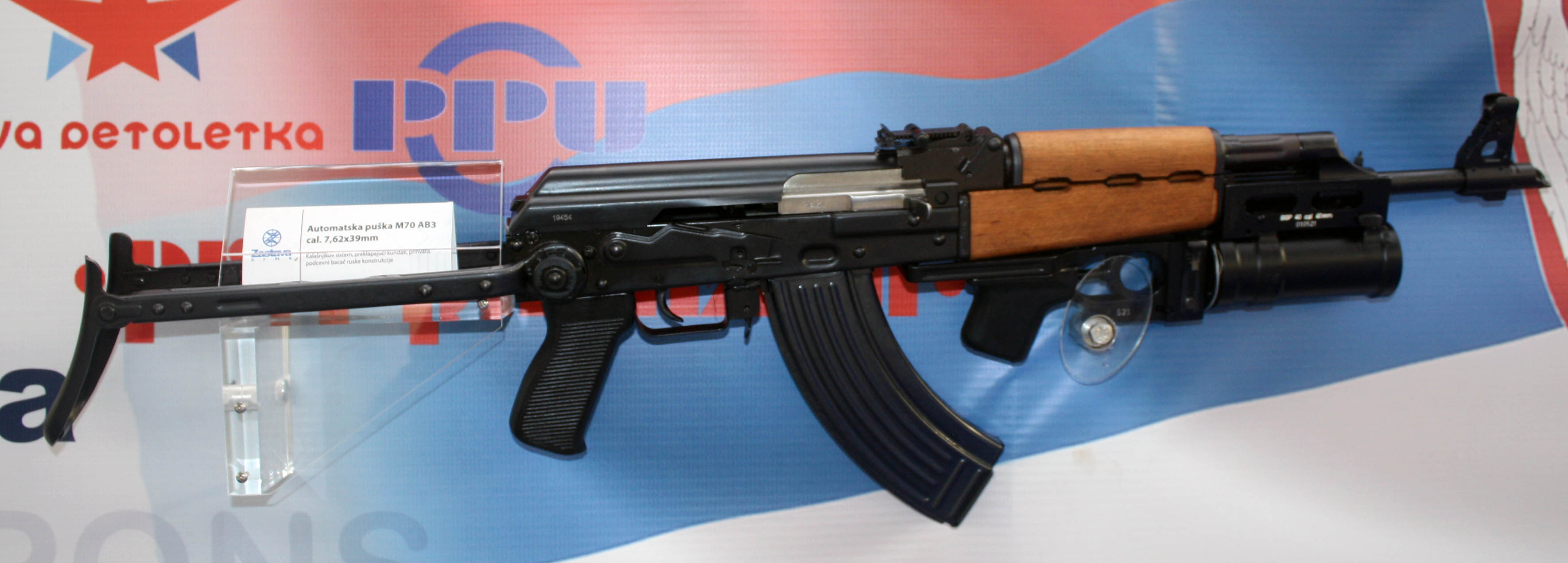
Zastava M70AB3

- M70A – mart tok, aláhajtható válltámasz
- M70A1 – mart tok, aláhajtható válltámasz, szereléksín éjszakai vagy optikai irányzékokhoz
- M70B1 – préselt acéltok, fix tusa
- M70AB2 – préselt acéltok, aláhajtható válltámasz
- M70B1N – préselt acéltok, fix tusa, szereléksín éjszakai vagy optikai irányzékokhoz
- M70AB2N – préselt acéltok, aláhajtható válltámasz, szereléksín éjszakai vagy optikai irányzékokhoz
- M70AB3 – préselt acéltok, aláhajtható válltámasz, cső alá szerelhető gránátvető a puskacsőből kilőhető gránát helyett.

## Alkalmazók
- Afganisztán
- Bosznia-Hercegovina
- Ciprus
- Horvátország
- Irak
- Jordánia
- Líbia
- Észak-Macedónia
- Montenegró
- Szerbia
- Szlovénia

### Korábbi alkalmazók
- Jugoszlávia

## Fordítás
- Ez a szócikk részben vagy egészben  a   Zastava M70 című angol Wikipédia-szócikk ezen változatának fordításán alapul.  Az eredeti cikk szerkesztőit annak laptörténete sorolja fel. Ez a jelzés csupán a megfogalmazás eredetét és a szerzői jogokat jelzi, nem szolgál a cikkben szereplő információk forrásmegjelöléseként.